# Indocypha catopta
Indocypha catopta – gatunek ważki z rodziny Chlorocyphidae. Został opisany w 2010 roku w oparciu o okazy odłowione w lipcu 2008 roku w narodowym rezerwacie przyrody Maolan w prowincji Kuejczou w południowych Chinach.